# Hildegard Kühn
Hildegard Kühn (* 17. März 1937 in Köln; † zwischen 22. November und 14. Dezember 2006 ebenda) war eine deutsche Schauspielerin bei Bühne, Film und Fernsehen.

## Leben und Wirken
Hildegard Kühn erhielt ihre künstlerische Ausbildung an der Otto-Falckenberg-Schule in München und gab ihren Bühneneinstand am Kölner Kellertheater. Anschließend sah man sie in Kabaretts in Köln und München.
1963 trat sie im Kölner Millowitsch-Theater auf, wo sie in dem Schwank Waidmannsheil die Hertha, die Tochter des reichen Fabrikanten Ewald Röckelmann (Willy Millowitsch), spielte. Ebenfalls 1963 übernahm sie am Millowitsch-Theater, an der Seite von Elsa Scholten, Willy Millowitsch und Helga Op gen Orth eine der Hauptrollen, die Prinzessin Melanie, in der Volkskomödie Prinzess Wäscherin oder Et fussig Julche; die Theateraufzeichnung wurde Anfang 1963 im Fernsehen ausgestrahlt.
Es folgten Aufgaben beim Hörfunk und beim Synchron. Seit den 1960er Jahren wirkte Hildegard Kühn auch in Fernsehspielen mit. Dort übernahm die Blondine eine Reihe von Nebenrollen und verkörperte die verschiedensten Frauentypen: von der Bardame und die Krankenschwester über die Kassiererin bis hin zur englischen Lady. In dem Fernsehspiel Der Eismann kommt (1968), eine Adaption des gleichnamigen Theaterstücks von Eugene O’Neill, spielte sie, unter der Regie von Günter Gräwert, die Rolle der Pearl.
Kühn lebte als freie Schauspielerin in Köln.

## Filmografie
- 1963: Prinzess Wäscherin oder Et fussig Julche (Theateraufzeichnung, Millowitsch-Theater)
- 1963: Waidmannsheil (Theateraufzeichnung, Millowitsch-Theater)
- 1965: Nju[5]
- 1965: So gut wie Morgen ging es uns nie
- 1966: Nur für uns
- 1967: Ich will Mjussow sprechen
- 1967: Die seltsamen Methoden des Franz Josef Wanninger (TV-Serie, eine Folge)
- 1968: Der Eismann kommt
- 1969: Pater Brown (TV-Serie, eine Folge)
- 1969: Verraten und verkauft[6] (TV-Zweiteiler)
- 1970: Hanna Lessing
- 1970: Die Perle – Aus dem Tagebuch einer Hausgehilfin (TV-Serie, eine Folge)
- 1970: Mit Pauken und Plaketten
- 1972: Hauptsache Ferien